# ディストモ
ディストモ（ギリシア語: Δίστομο / Distomo）は、ギリシャ共和国中央ギリシャ地方ヴィオティア県にある町。行政上はディストモ＝アラホヴァ＝アンディキラ市の一部であり、同市の中心地区である。
ビザンティン建築の傑作とされ、世界遺産にも登録されているオシオス・ルカス修道院はこの町の近郊にある。また、第二次世界大戦中に当地を占領していたドイツによって引き起こされたディストモの虐殺の舞台としても知られる。

## 地理

### 位置・広がり
ディストモの町（Δίστομο）はヘリコン山西麓、海抜およそ450mの地点に所在する。コリンティアコス湾の海岸からは北へ5kmの場所で、アラホヴァの南東約9km、デスフィナの東12km、デルフィの南東16km、リヴァディアの西18km、アテネの北西105kmに位置する。ナフパクトスとリヴァディアを結ぶ国道48号線 (Greek National Road 48) が町の北を通っている。

## 歴史

### ディストモ虐殺事件
第二次世界大戦中の1944年6月10日、当地を占領していたドイツ軍（正確には武装親衛隊の第4SS警察装甲擲弾兵師団）は、住民に対する「集団的懲罰」を行った（ディストモの虐殺）、民間人に対する集団的懲罰は、ドイツ占領下のギリシャで行われた戦争犯罪の一つである。ディストモの村人はゲリラと無関係であったにもかかわらず、ドイツ兵3名が地元のゲリラによって殺害されたことに対する「報復」として、生後2か月の乳児から86歳の老人までの218名が殺害された。
数十年後、ギリシャの裁判所は、ギリシャ人犠牲者に対する賠償を認める判決を下した。しかし、ドイツ政府はギリシャ政府に対し、判決を無効化するよう政治的な圧力をかけた。ギリシャ政府の判決を行使するために、ギリシャ当局にとっては不本意なことながら、事件はイタリアの法廷に持ち出されて争われることになった。裁判はイタリア北部・メナッジョのVilla Vigoniで開催された。ドイツ政府はイタリア最高裁の判決を不服とし、国家無答責 (State immunity) を主張して国際司法裁判所に上告している。

## 経済・産業
アルミニウム生産業のアルミニウム・オブ・グリース社 (Aluminium of Greece) の工場が、海沿いのアイオス・ニコラオスにある。その他の産業としては、農業とサービス業がある。

## 行政区画

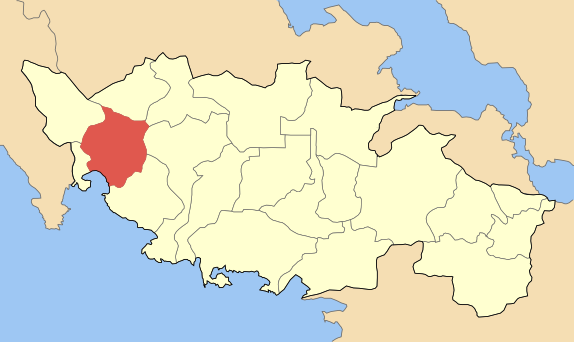
ヴィオティア県における旧ディストモ市（1999年 - 2010年）

### 旧自治体（ディモティキ・エノティタ）
ディストモ地区（Δημοτική ενότητα Διστόμου）は、ディストモ＝アラホヴァ＝アンディキラ市を構成する行政区（ディモティキ・エノティタ）である。かつてはヴィオティア県に属する自治体・ディストモ市（Δήμος Διστόμου）であったが、カリクラティス改革にともなう自治体統廃合（2011年1月施行）によって、ディストモ＝アラホヴァ＝アンディキラ市が編成された。
表中の Δ.δ. は Δημοτικό διαμέρισμα の略であり、カポディストリアス改革による統廃合（1999年1月施行）以前の旧自治体に由来する区画である。[　] 内は人口（2001年国勢調査）を示す。
| - Δ.δ. Διστόμου ディストモ [ 3350 ] - το Δίστομο ディストモ [ 2048 ] - ο Άγιος Νικόλαος アイオス・ニコラオス [ 44 ] - η Παραλία Διστόμου パラリア・ディストモ [ 1258 ] - Δ.δ. Στειρίου スティリ [ 1018 ] - το Στείρι スティリ [ 1010 ] - η Μονή Οσίου Λουκά オシオス・ルカス修道院 [ 8 ] |

## 文化・観光

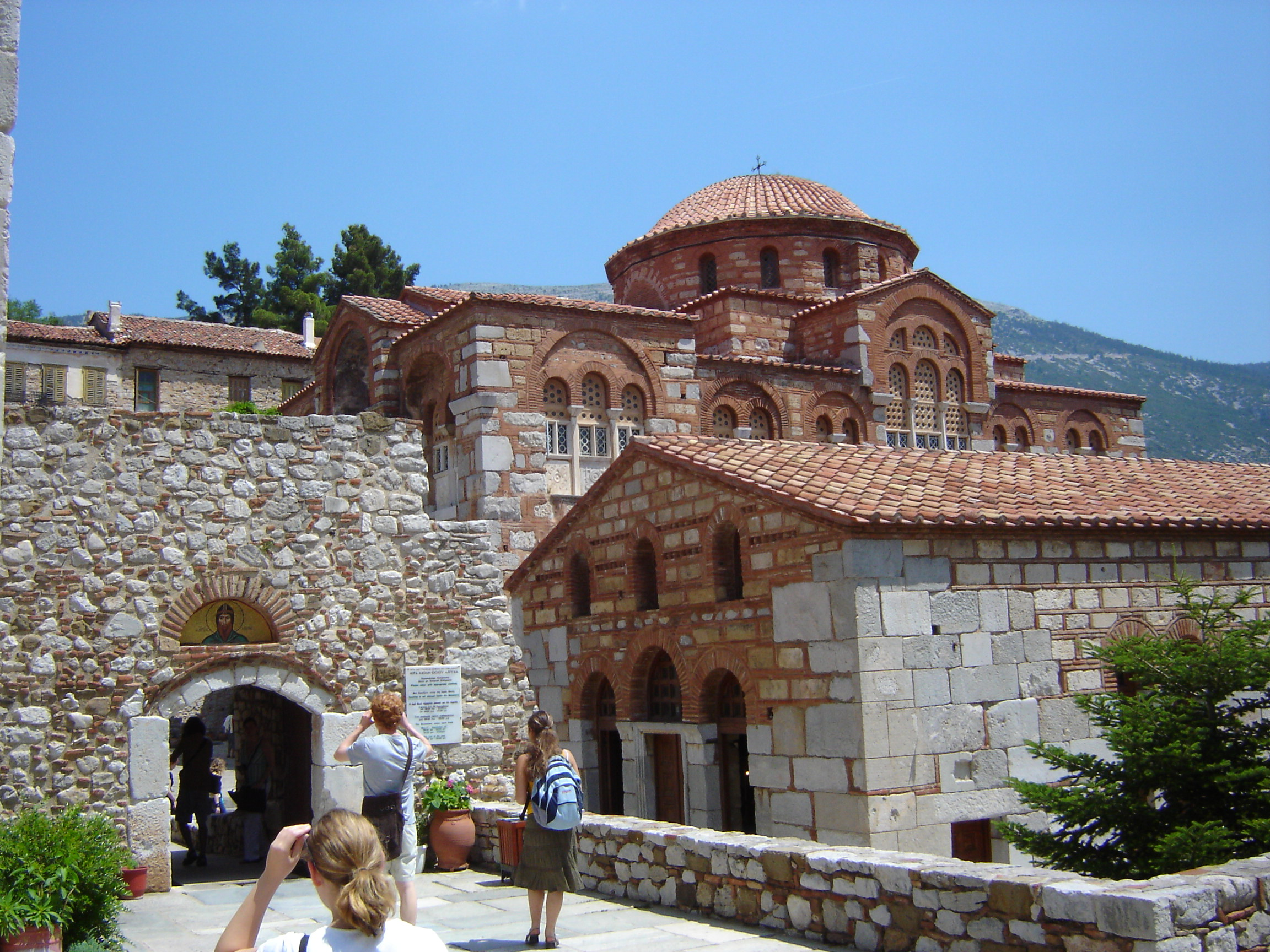
オシオス・ルカス修道院

ビザンティン建築の傑作とされるオシオス・ルカス修道院はこの町の近郊にある（世界遺産「ダフニ修道院、オシオス・ルカス修道院、ヒオス島のネア・モニ修道院」を構成する）。